# Šakal
Šakali so srednje veliki vsejedski sesalci iz rodu Canis, ki vključuje tudi volkove in domačega psa. Medtem ko se je v preteklosti poimenovanje šakál uporabljalo v zvezi s številnimi majhnimi kanidi, se v sodobni uporabi najpogosteje nanaša zgolj na tri vrste: Evrazijski šakal (canis aureus) tudi »zlati šakal«, ki prebiva v Jugovzhodni Evropi in na Jugovzhodu Azije, ter je tesneje povezan z drugimi pripadniki rodu Canis, podsedliški šakal (canis mesomelas) in progasti šakal (Canis adustus) iz podsaharske oz. Južne Afrike.
Evrazijski šakál (znanstveno ime Canis aureus), je torej značilen predstavnik družine psov (Canidae), za katero se uporablja tudi poslovenjen izraz »kanidi«. Z drugimi pripadniki te družine, npr. volkom in lisico, ima številne podobne ali celo enake lastnosti.

## Etimologija
Ime šakal izhaja iz turške besede Çakal, ta pa iz sanskrtskega srgala (sṛgāla) . 

## Vrste in razširjenost
|    |  | vrsta             | ime taksona     | razširjenost |
| -- |  | ----------------- | --------------- | ------------ |
| 1. |  | Evrazijski šakal  | Canis aureus    |              |
| 2. |  | Progasti šakal    | Canis adustus   |              |
| 3. |  | Podsedliški šakal | Canis mesomelas |              |

## Značilnosti Evrazijskega šakala
Šakal je srednje velik predstavnik družine psov. Višina v vihru znaša med 45 do 50 cm, dolžina trupa z glavo med 80 do 90 cm, rep je dolg 22 do 26 cm in obsega tretjino celotnega trupa. 
V Sloveniji izmerjeni šakali so imeli povprečno dolžino trupa z glavo 86,9 cm, razlika med samicami (86,2 cm) in samci (87,1 cm) je bila zanemarljiva. Povprečna dolžina repa pri samicah 20,8 cm in pri samcih 23,3 cm. Primerjalne analize so pokazale, da pri šakalih razlike med samci in samicami niso tako velike, kot npr. pri volku.
Šakali imajo značilno, drugačno obliko šape kot lisice in drugi predstavniki družine psov, saj imajo zraščeni sprednji blazinici (podobno, kot imajo srednji blazinici zraščeni volkovi iz apeninskega območja).

### Nekatere podvrste
Evropski šakal (Canis aureus moreoticus) je največja podvrsta evrazijskega šakala, osebki so v povprečju dolgi od 120 do 125 cm in tehtajo od 10 do 15 kg. Kožuh ima grob, svetleje obravan, s črnimi odtenki na hrbtu. Stegna in zgornji del nog ter spodnji deli glave so rdečkasto obarvani. Razširjen je v Jugovzhodni Evropi, v Mali Aziji in na Kavkazu.
Perzijski šakal (Canis aureus aureus) je razmeroma velika podvrsta, ki ima kožuh bolj peščenih barvnih odtenkov, osnovna barva vrhnjega dela dlake je črno-bela, podlanka pa je od svetlo rjave do svetlo sive barve. Uhlji in sprednje noge so svetli, včasih rjavih tonov, šape pa še svetlejše. Podbradje in spredni del vratu sta ponavadi bolj belih odtenkov, zgornji deli zadnjih nog pa temnejši. Povprečna teža znaša med 8 do 10 kg. Razširjen je po Srednjem vzhodu, v Iranu, Turkmenistanu, Afganistanu, Pakistanu in zahodni Indiji. V Indiji se na severu pokriva z območji indijskega, na jugu pa šrilanškega šakala. Na območjih prekrivanja z indijskimi šakali, se pojavljajo osebki, ki so po velikosti in barvitosti nekje med obema podvrstama.
Indijski šakal (Canis aureus indicus) je razširjen v Indiji, Nepalu, Bangladešu in Butanu.Njegov kožuh je črno-bele barve, črni odtenki prevladujejo po sredini hrbta in po repu. Trebuh, prsni koš in noge ima kremno bele barve, glavo in spodnji del bokov pa sive. V dolžino zraste do 100 cm, v višino med 35 do 45 cm, tehta med 8 do 11 kg.

## Prehrana
Šakali so plenilci in tudi mrhovinarji, sicer pa prehranski generalisti, ki se prilagajajo lokalnim virom hrane, ki so lahko zelo raznoliki, kar jim omogoča, da poseljujejo zelo različne habitate. Po skupinah so najpogostejši prehranski viri rastline (predvsem sadje), mali sesalci, domače živali, priložnostno tudi mladiči  prostoživečih parklarjev, sezonsko tudi ptice. Pri šakalih, ki živijo blizu naselij, so pogosti vir hrane ostanki odpadkov, kar vse kaže na oportunistični značaj vrste.

## Šakal v mitologiji
Šakal je imel v številnih kulturah in religijah prav poseben pomen. Njegove vloge so bile različne, od mitološkega bitja, povezanega s smrtjo in pogrebi, do inteligentnega bitja, katerega deli prinašajo srečo. Šakal se pojavlja v mitologiji številnih civilizacij, šakala (bolj verjetno afriškega volka) so kot boga Anubisa častili Egipčani, ki so ga prikazovali kot pol človeka s šakaljo glavo, pojavljal se je tudi v grški mitologiji.
Anubis je bil bog balzamiranja in pogrebov, kar ni čudno, saj so trupla, ki niso bila primerno pokopana, izkopali in požrli šakali. Ker so tudi balzamirana trupla sčasoma potemnela, so Anubisa upodabljali s črno barvo, ki so jo povezovali s smrtjo. Anubisova mitološka naloga je bila, da je pretehtal duše umrlih in odločil, katere smejo vstopiti v podzemni svet.

## Šakali v Evropi in v Sloveniji
Prvi zapisi o pojavu šakalov v Evropi so iz srednjega veka oz. konca 14. stoletja, ko naj bi se po zapisih turških kronik šakali pojavili med obleganje Sofije (1384), obstaja tudi teorija, da naj bi razširjali sočasno z otomanskimi osvajanji, ko se se hranili s trupli padlih vojakov in poginulih konj.  
Sledijo jim zapisi o naselitvi šakalov leta 1491, v Dalmaciji, na otoku Korčula, kamor naj bi jih iz severne Afrike pripeljali beneški mornarji, kar potrjujejo arhivi v Dubrovniku in Zadru.
Tudi genetske raziskave so potrdile, da so šakali v Dalmaciji in na Peloponezu za razliko od šakalov iz notranjosti Evrope, tam prisotni bistveno dlje časa. 
Prvi verodostojni pisni vir o pojavitvi šakala v Sloveniji je bil objavljen v reviji Lovec leta 1954, zanesljivi podatki o šakalu pa iz zime 1952/1953, ko so v okolici Vrhnike domačini in lovci opazili krdelo šestih volkovom podobnih živali in njihove sledi. Njihova opažanja so bila potrjena z odstrelom dveh šakalov, od katerih je bil nato eden prepariran in razstavljen v Slovenskem lovskem muzeju v Bistri, to je v delu sedanjega Tehniškega muzeja Slovenije. Z novejšimi genetskimi raziskavami šakalov v Sloveniji se je ugotovilo, da jih večina pripada panonsko-balkanski populaciji, nekateri primerki iz Notranjske in Primorske pa dalmatinski populaciji, ki ima sedaj večja jedra na polotoku Pelješac in na Ravnih Kotarih v okolici Zadra.